# Villelongue (Hautes-Pyrénées)
Pour les articles homonymes, voir Villelongue.
Villelongue (Vilalonca en occitan gascon) est une commune française située dans le sud-ouest du département des Hautes-Pyrénées, en région Occitanie.
Sur le plan historique et culturel, la commune est dans la province du Lavedan, partie sud-occidentale de la Bigorre et constituée d'un ensemble de sept vallées en amont de la ville de Lourdes. Exposée à un climat de montagne, elle est drainée par le gave de Pau, le ruisseau d'Isaby, le Malin, le ruisseau du Plaa et par divers autres petits cours d'eau. Incluse dans le Parc national des Pyrénées, la commune possède un patrimoine naturel remarquable : deux sites Natura 2000 (les « gaves de Pau et de Cauterets (et gorge de Cauterets) » et le « lac Bleu Léviste ») et six zones naturelles d'intérêt écologique, faunistique et floristique.
Villelongue est une commune rurale qui compte 353 habitants en 2022. Ses habitants sont appelés les Villelonguais ou  Villelonguaises.

## Géographie

### Localisation
La commune de Villelongue se trouve dans le département des Hautes-Pyrénées, en région Occitanie.
Elle se situe à 32 km à vol d'oiseau de Tarbes, préfecture du département, et à 6 km d'Argelès-Gazost, sous-préfecture.
Les communes les plus proches sont : 
Soulom (1,3 km), Pierrefitte-Nestalas (1,5 km), Artalens-Souin (2,5 km), Beaucens (2,5 km), Adast (2,7 km), Uz (2,7 km), Saint-Savin (3,9 km), Préchac (4,4 km).
Sur le plan historique et culturel, Villelongue fait partie de la province historique du Lavedan, partie sud-occidentale de la Bigorre et constitué d'un ensemble de sept vallées en amont de la ville de Lourdes. Historiquement, elle  fait partie de la province de Gascogne, et plus particulièrement du comté de Bigorre. La commune est dans le pays Dabant-Aygues qui regroupe huit communes.
Villelongue est limitrophe de sept autres communes dont Viey au sud-est par un simple quadripoint, à la Soum de Coume de Port.

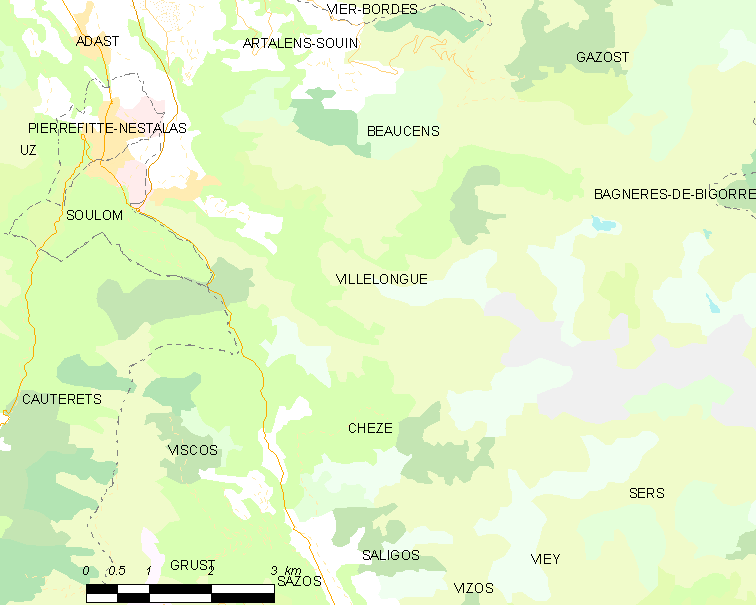
Carte de la commune de Villelongue et des proches communes.

| Pierrefitte-Nestalas | Beaucens    |                           |
| Soulom               | Villelongue | Sers                      |
| Cauterets            | Chèze       | Viey (par un quadripoint) |

### Paysages et relief

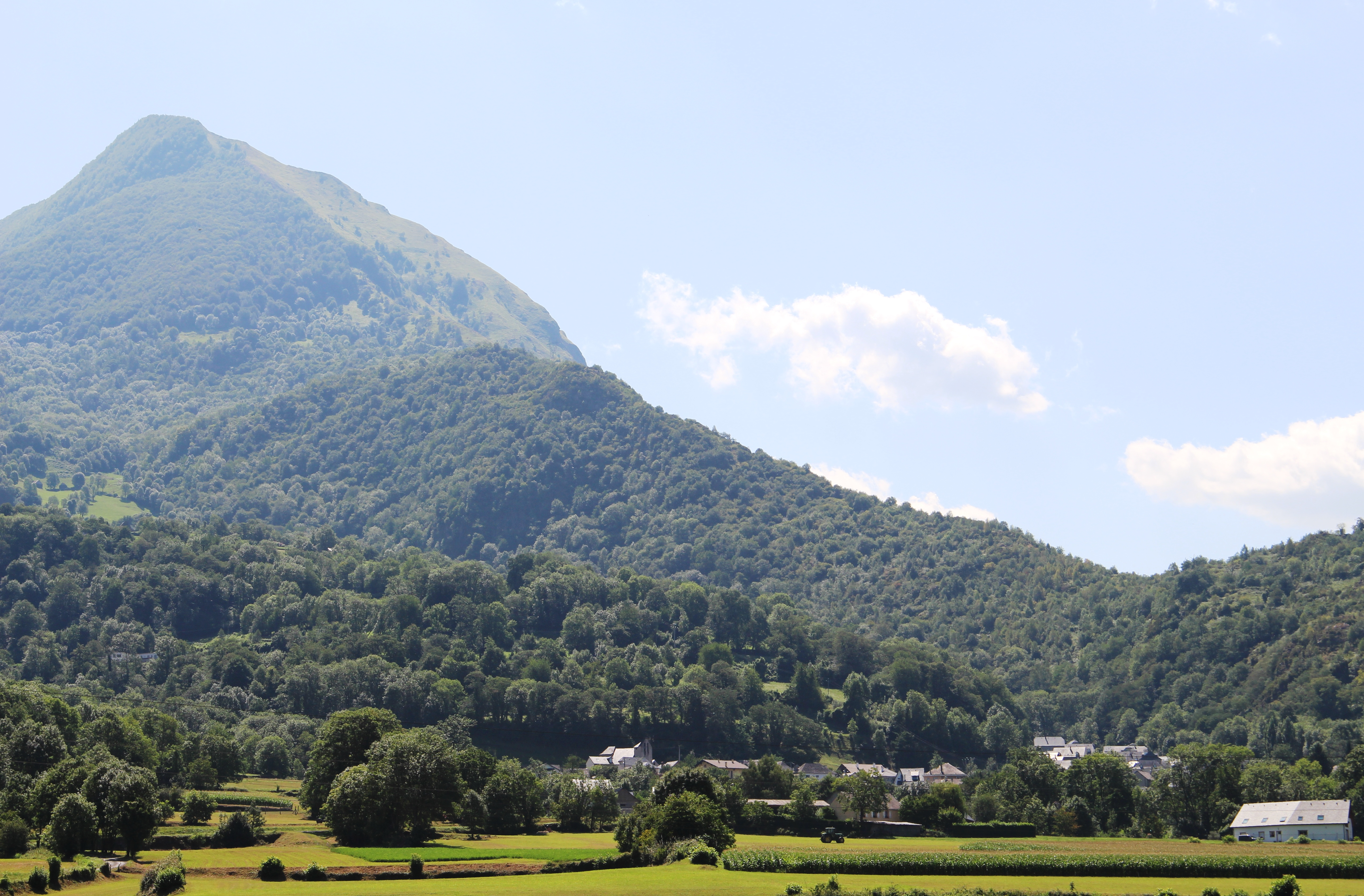
Localisation de Villelongue dans le département des Hautes-Pyrénées.
- Vue de Villelongue.

### Hydrographie

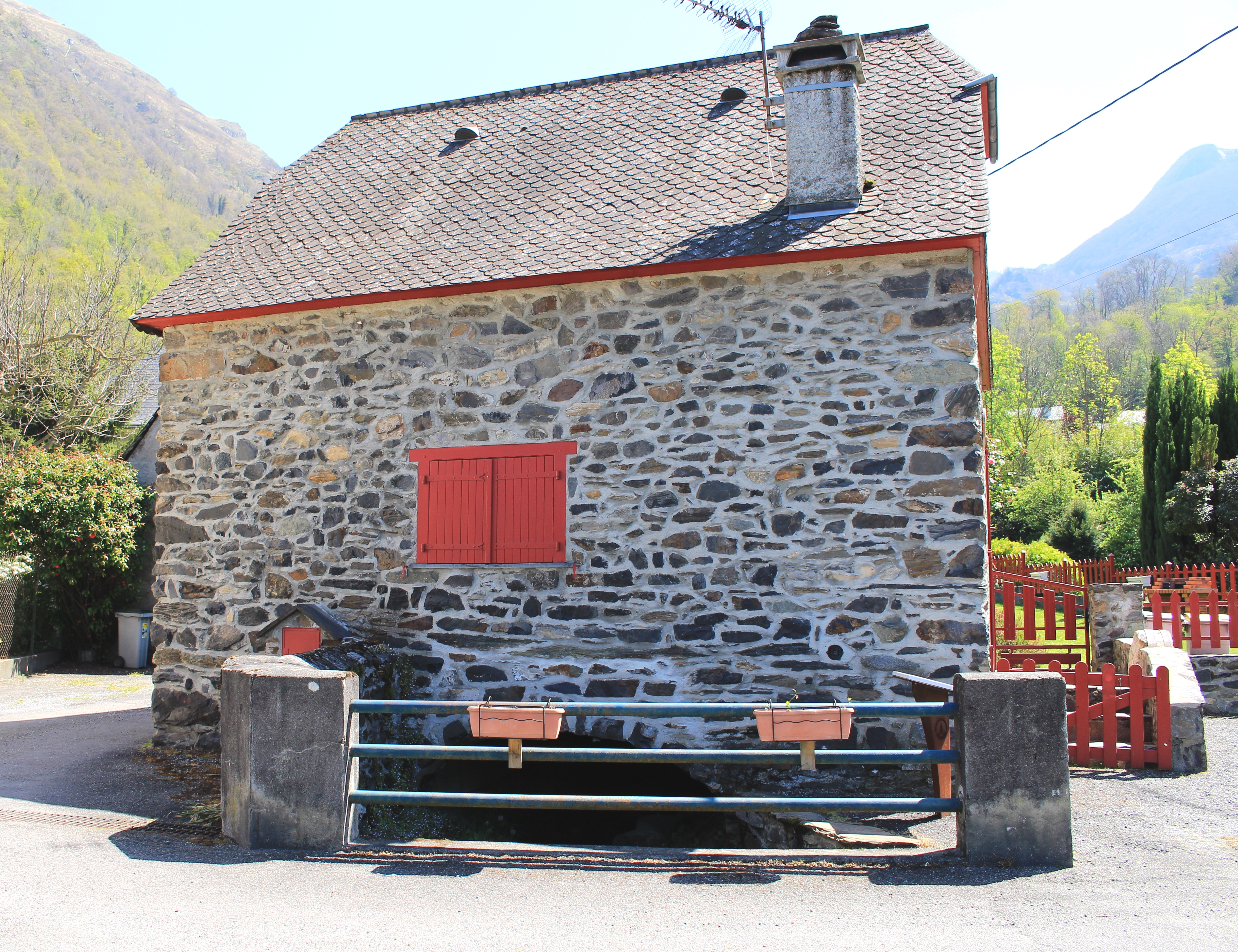
Le moulin en 2021.

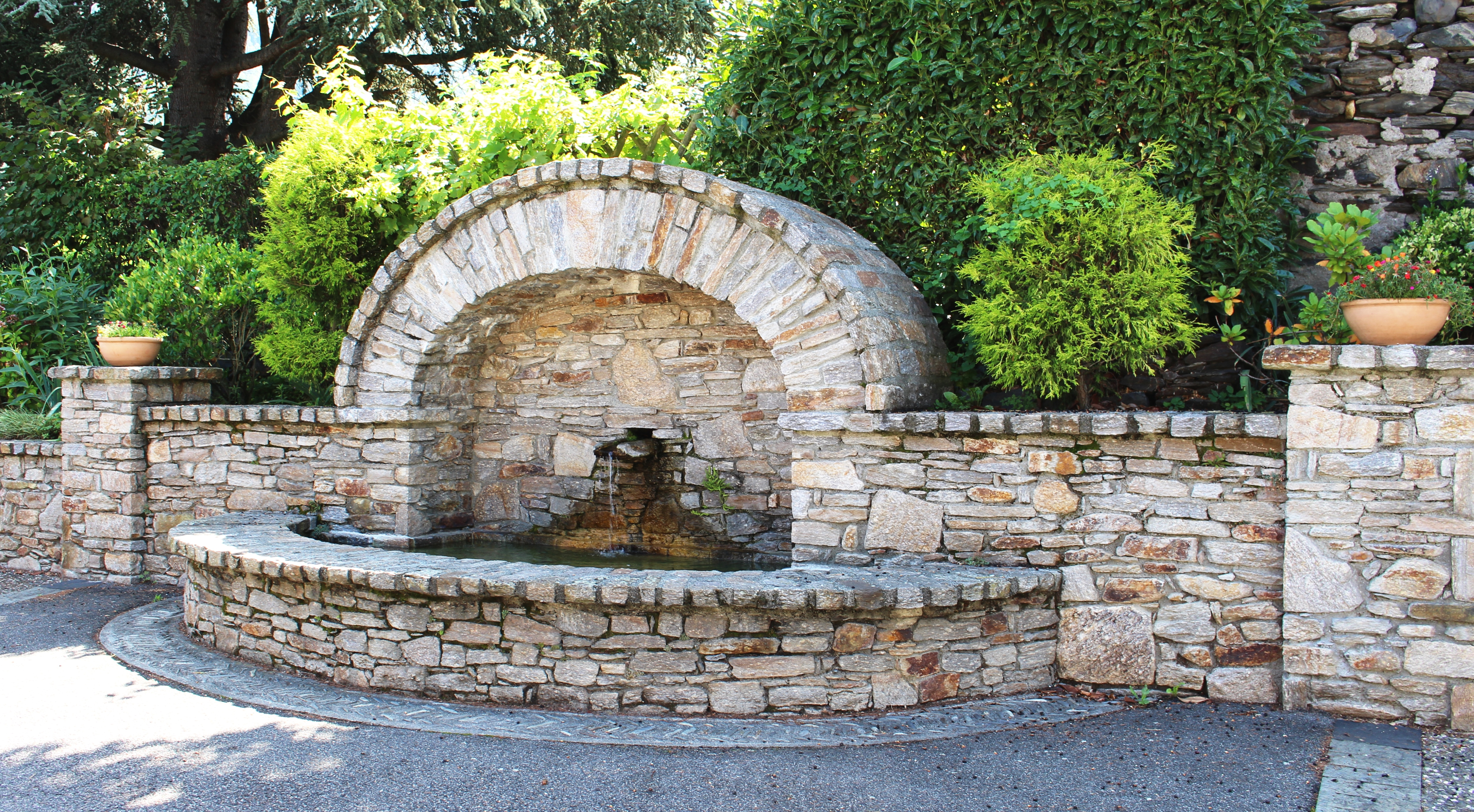
La fontaine.

Elle est drainée par le gave de Pau, le ruisseau d'Isaby, le Malin, le ruisseau du Plaa, Arriu Mau, un bras du Gave de Pau, un bras du Malin, le ruisseau d'Aygue Pich, le ruisseau de Bayet et par divers petits cours d'eau, constituant un réseau hydrographique de 29 km de longueur totale,.
Le gave de Pau, d'une longueur totale de 192,8 km, prend sa source dans la commune de Gavarnie-Gèdre et s'écoule vers le nord-ouest. Il traverse la commune et se jette dans l'Adour à Saint-Loubouer, après avoir traversé 88 communes.
Le ruisseau d'Isaby, d'une longueur totale de 11,7 km, prend sa source dans la commune de Beaucens et s'écoule vers le nord-ouest. Il se jette dans le gave de Pau sur le territoire communal.

### Climat
Le climat qui caractérise la commune est qualifié, en 2010, de « climat des marges montargnardes », selon la typologie des climats de la France qui compte alors huit grands types de climats en métropole. En 2020, la commune ressort du type « climat de montagne » dans la classification établie par Météo-France, qui ne compte désormais, en première approche, que cinq grands types de climats en métropole. Pour ce type de climat, la température décroît rapidement en fonction de l'altitude. On observe une nébulosité minimale en hiver et maximale en été. Les vents et les précipitations varient notablement selon le lieu.
Les paramètres climatiques qui ont permis d’établir la typologie de 2010 comportent six variables pour les températures et huit pour les précipitations, dont les valeurs correspondent à la normale 1971-2000. Les sept principales variables caractérisant la commune sont présentées dans l'encadré ci-après.
| Paramètres climatiques communaux sur la période 1971-2000 - Moyenne annuelle de température : 12,2 °C - Nombre de jours avec une température inférieure à −5 °C : 3,9 j - Nombre de jours avec une température supérieure à 30 °C : 4,8 j - Amplitude thermique annuelle : 14,2 °C - Cumuls annuels de précipitation : 1 252 mm - Nombre de jours de précipitation en janvier : 11,1 j - Nombre de jours de précipitation en juillet : 9,9 j |

Avec le changement climatique, ces variables ont évolué. Une étude réalisée en 2014 par la Direction générale de l'Énergie et du Climat complétée par des études régionales prévoit en effet que la  température moyenne devrait croître et la pluviométrie moyenne baisser, avec toutefois de fortes variations régionales. Ces changements peuvent être constatés sur la station météorologique de Météo-France la plus proche, « Ayros-Arbouix », sur la commune d'Ayros-Arbouix, mise en service en 1982 et qui se trouve à 6 km à vol d'oiseau,, où la température moyenne annuelle est de 12,7 °C et la hauteur de précipitations de 1 031,4 mm pour la période 1981-2010.
Sur la station météorologique historique la plus proche, « Tarbes-Lourdes-Pyrénées », sur la commune d'Ossun, mise en service en 1946 et à 26 km, la température moyenne annuelle évolue de 12,2 °C pour la période 1971-2000, à 12,6 °C pour 1981-2010, puis à 12,9 °C pour 1991-2020.

### Milieux naturels et biodiversité

#### Espaces protégés
La protection réglementaire est le mode d’intervention le plus fort pour préserver des espaces naturels remarquables et leur biodiversité associée,.
Dans ce cadre, la commune fait partie de l'aire d'adhésion du Parc National des Pyrénées. Ce  parc national, créé en 1967, abrite une faune riche et spécifique particulièrement intéressante : importantes populations d’isards, colonies de marmottes réimplantées avec succès, grands rapaces tels le Gypaète barbu, le Vautour fauve, le Percnoptère d’Égypte ou l’Aigle royal, le Grand tétras et le discret Desman des Pyrénées qui constitue l’exemple type de ce précieux patrimoine confié au Parc national et aussi l'Ours des Pyrénées,,.

#### Réseau Natura 2000

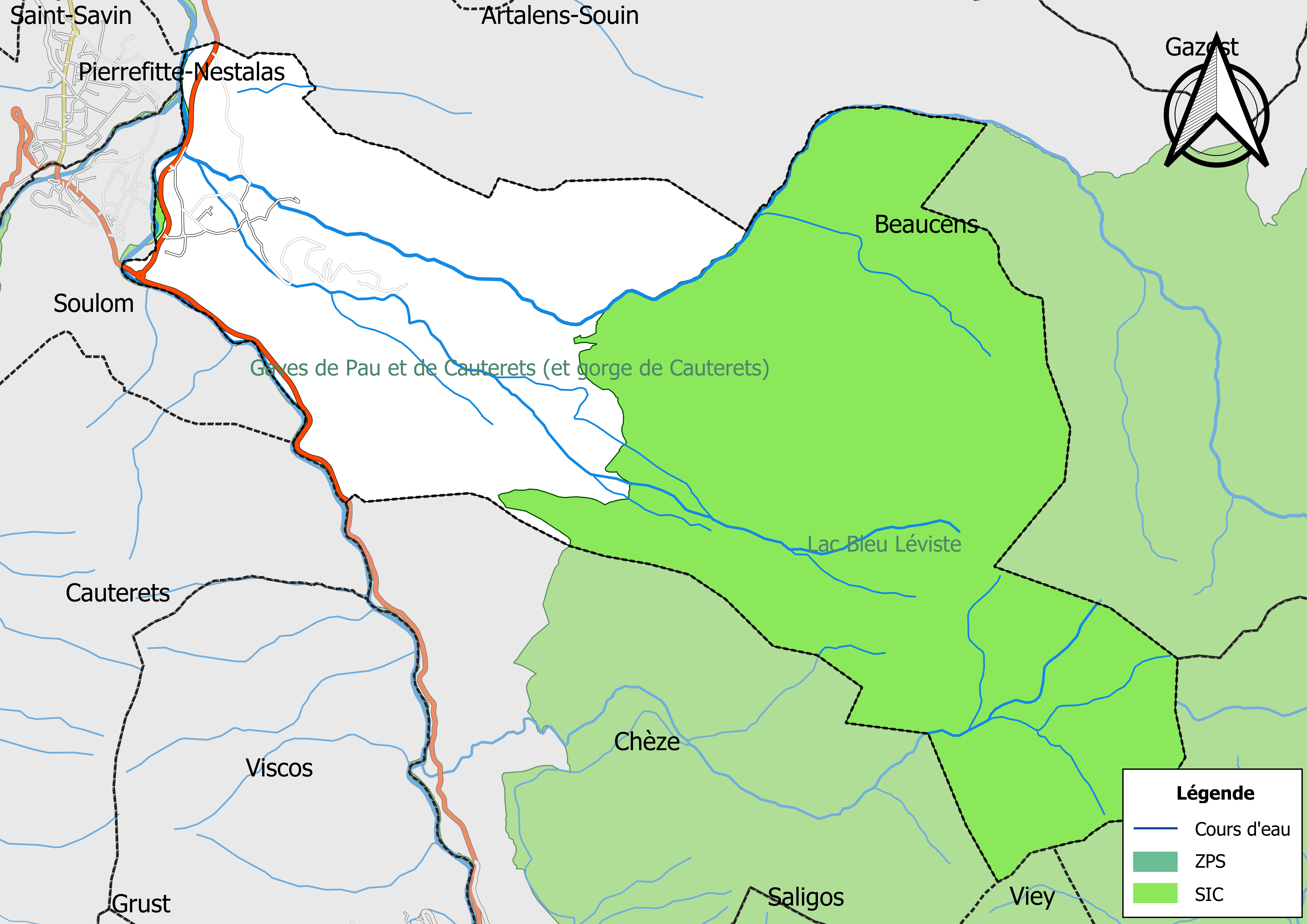
Sites Natura 2000 sur le territoire communal.

Le réseau Natura 2000 est un réseau écologique européen de sites naturels d'intérêt écologique élaboré à partir des directives habitats et oiseaux, constitué de zones spéciales de conservation (ZSC) et de zones de protection spéciale (ZPS).
Deux sites Natura 2000 ont été définis sur la commune au titre de la directive habitats : 
- les « gaves de Pau et de Cauterets (et gorge de Cauterets) », d'une superficie de 482 ha, sont un site est localisé sur deux domaines biogéographiques : 42 % pour le domaine atlantique et 58 % pour le domaine alpin. Il sconstituent des réseaux linéaires sélectionnés pour leurs capacités d'accueil du saumon Salmo salar[28] ;
- le « lac Bleu Léviste », d'une superficie de 6 942 ha, présente une végétation caractéristique de la haute montagne pyrénéenne sur schistes et calcaires[29] ;

#### Zones naturelles d'intérêt écologique, faunistique et floristique
L’inventaire des zones naturelles d'intérêt écologique, faunistique et floristique (ZNIEFF) a pour objectif de réaliser une couverture des zones les plus intéressantes sur le plan écologique, essentiellement dans la perspective d’améliorer la connaissance du patrimoine naturel national et de fournir aux différents décideurs un outil d’aide à la prise en compte de l’environnement dans l’aménagement du territoire.
Cinq ZNIEFF de type 1 sont recensées sur la commune :
- le « cours moyen du Gave de Pau (Gave de Luz) et ruisseau de Bastan » (109 ha), couvrant 15 communes du département[31] ;
- le « Gave d'Azun, ruisseau du Bergons et Gave de Lourdes » (437 ha), couvrant 31 communes dont deux dans les Pyrénées-Atlantiques et 29 dans les Hautes-Pyrénées[32] ;
- les « massifs du Montaigu et de Hautacam » (5 411 ha), couvrant 7 communes du département[33] ;
- la « vallée d'Isaby » (2 648 ha), couvrant 4 communes du département[34] ;
- le « versant sud du Soum d´Arrouy, du Gave au pic de Barbe » (4 507 ha), couvrant 9 communes du département[35] ;

et une ZNIEFF de type 2, : 
les « vallées de Barèges et de Luz » (22 843 ha), couvrant 24 communes du département.

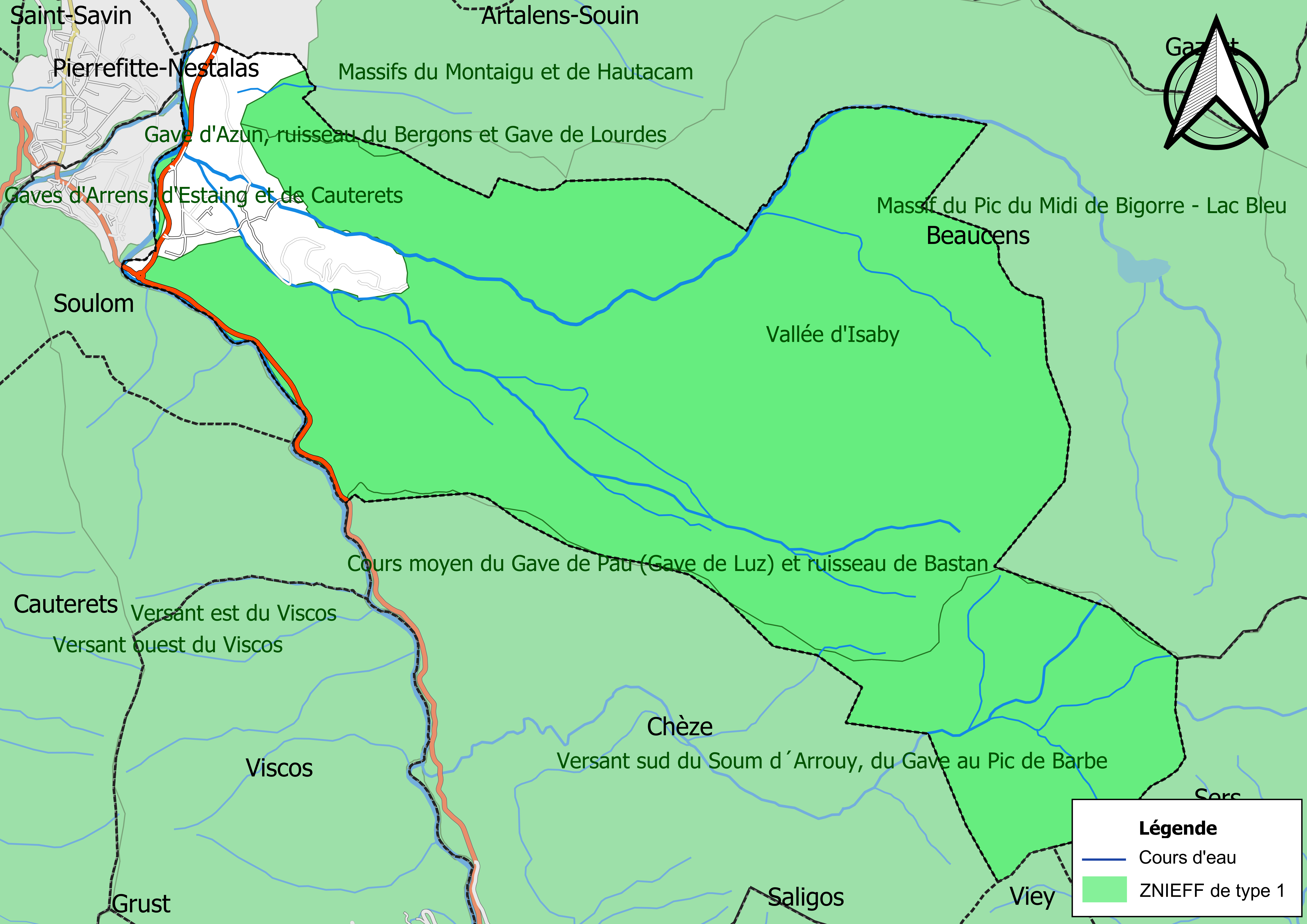
Carte des ZNIEFF de type 1 sur la commune.
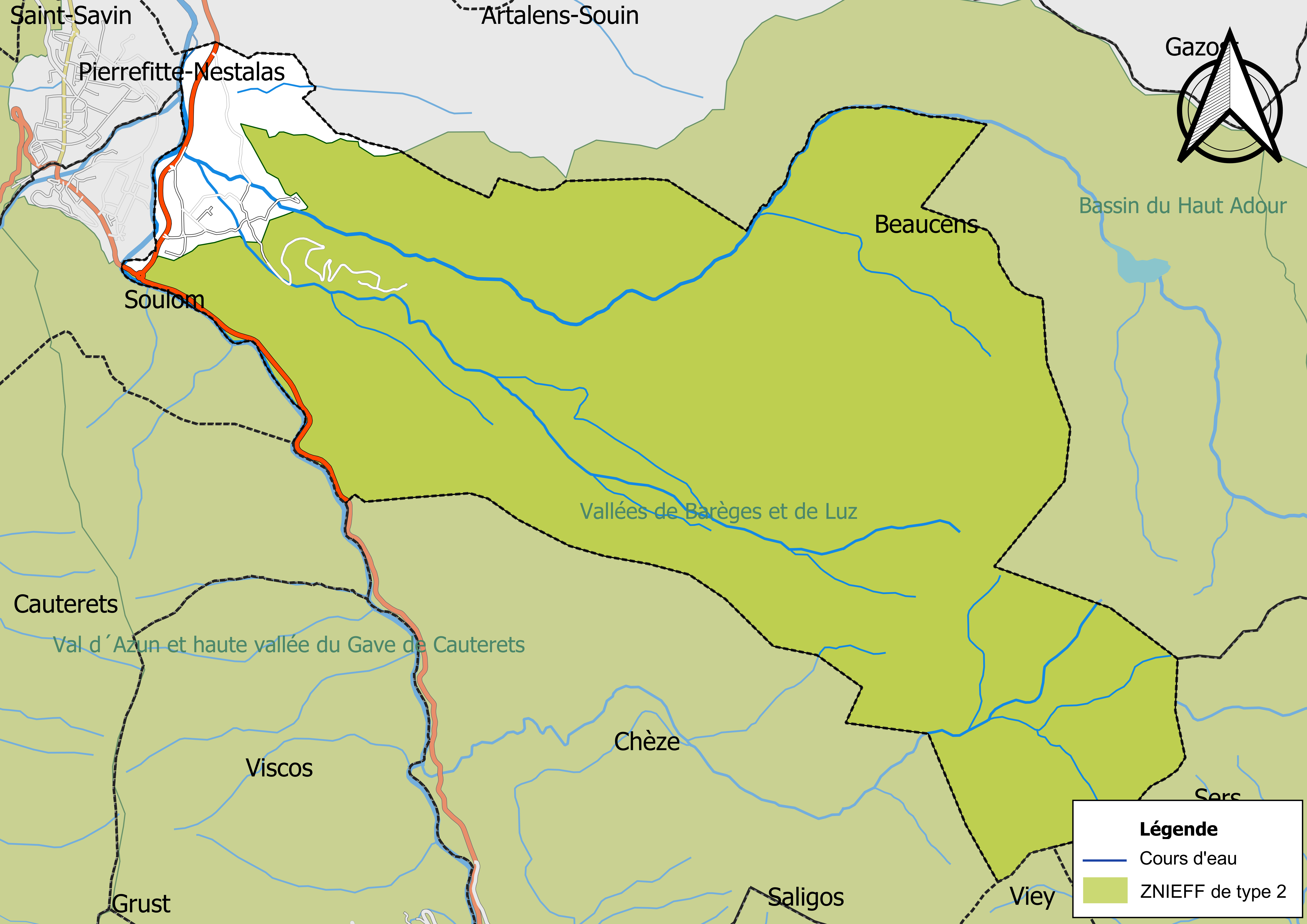
Carte de la ZNIEFF de type 2 sur la commune.

## Urbanisme

### Typologie
Au 1er janvier 2024, Villelongue est catégorisée bourg rural, selon la nouvelle grille communale de densité à sept niveaux définie par l'Insee en 2022.
Elle est située hors unité urbaine et hors attraction des villes,.

### Occupation des sols
L'occupation des sols de la commune, telle qu'elle ressort de la base de données européenne d’occupation biophysique des sols Corine Land Cover (CLC), est marquée par l'importance des forêts et milieux semi-naturels (92,9 % en 2018), une proportion identique à celle de 1990 (92,9 %). La répartition détaillée en 2018 est la suivante : 
milieux à végétation arbustive et/ou herbacée (46,9 %), forêts (27,6 %), espaces ouverts, sans ou avec peu de végétation (18,4 %), prairies (4,7 %), zones urbanisées (2,2 %), zones industrielles ou commerciales et réseaux de communication (0,2 %).
L'IGN met par ailleurs à disposition un outil en ligne permettant de comparer l’évolution dans le temps de l’occupation des sols de la commune (ou de territoires à des échelles différentes). Plusieurs époques sont accessibles sous forme de cartes ou photos aériennes : la carte de Cassini (XVIIIe siècle), la carte d'état-major (1820-1866) et la période actuelle (1950 à aujourd'hui).

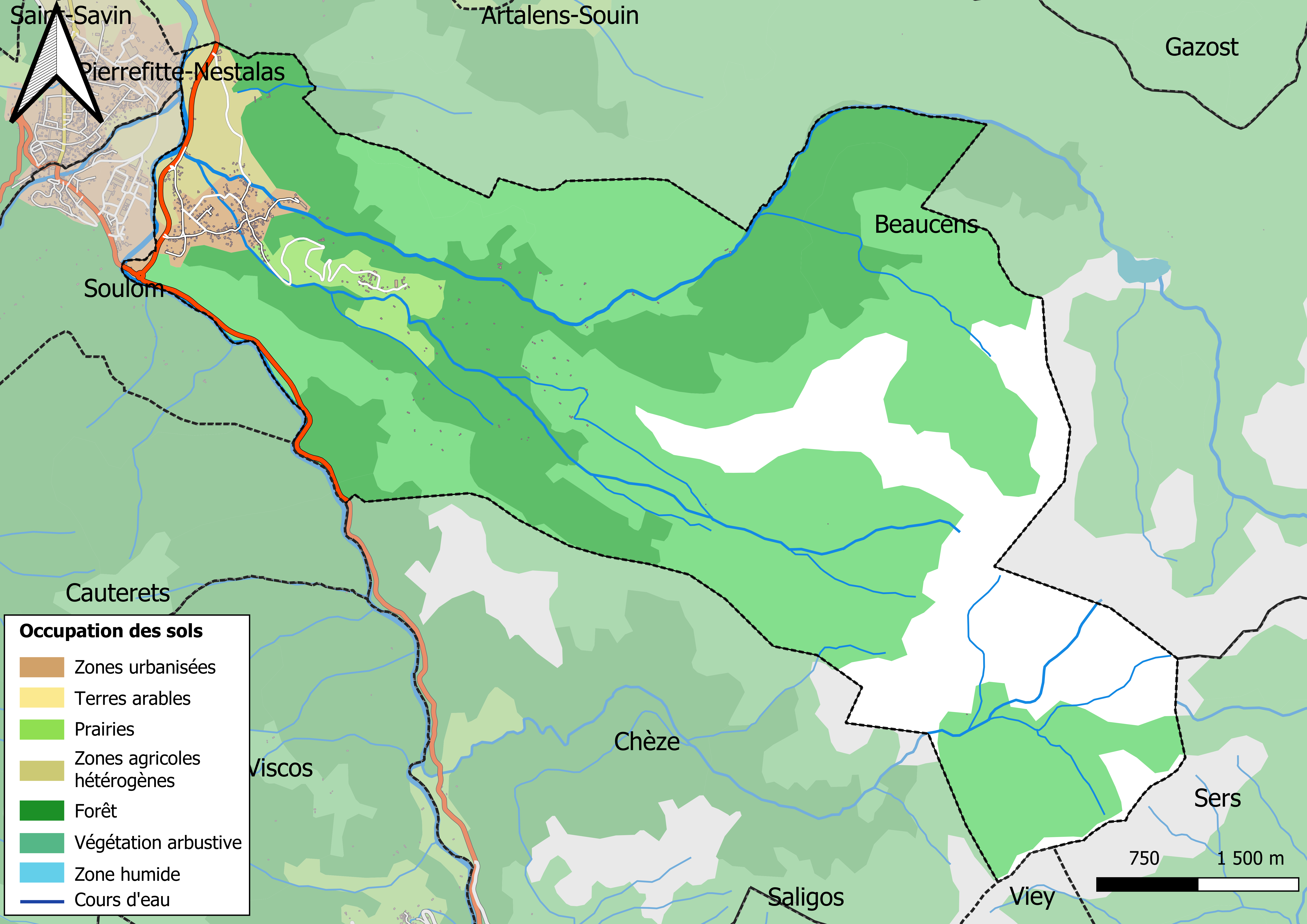
Carte des infrastructures et de l'occupation des sols en 2018 (CLC) de la commune.
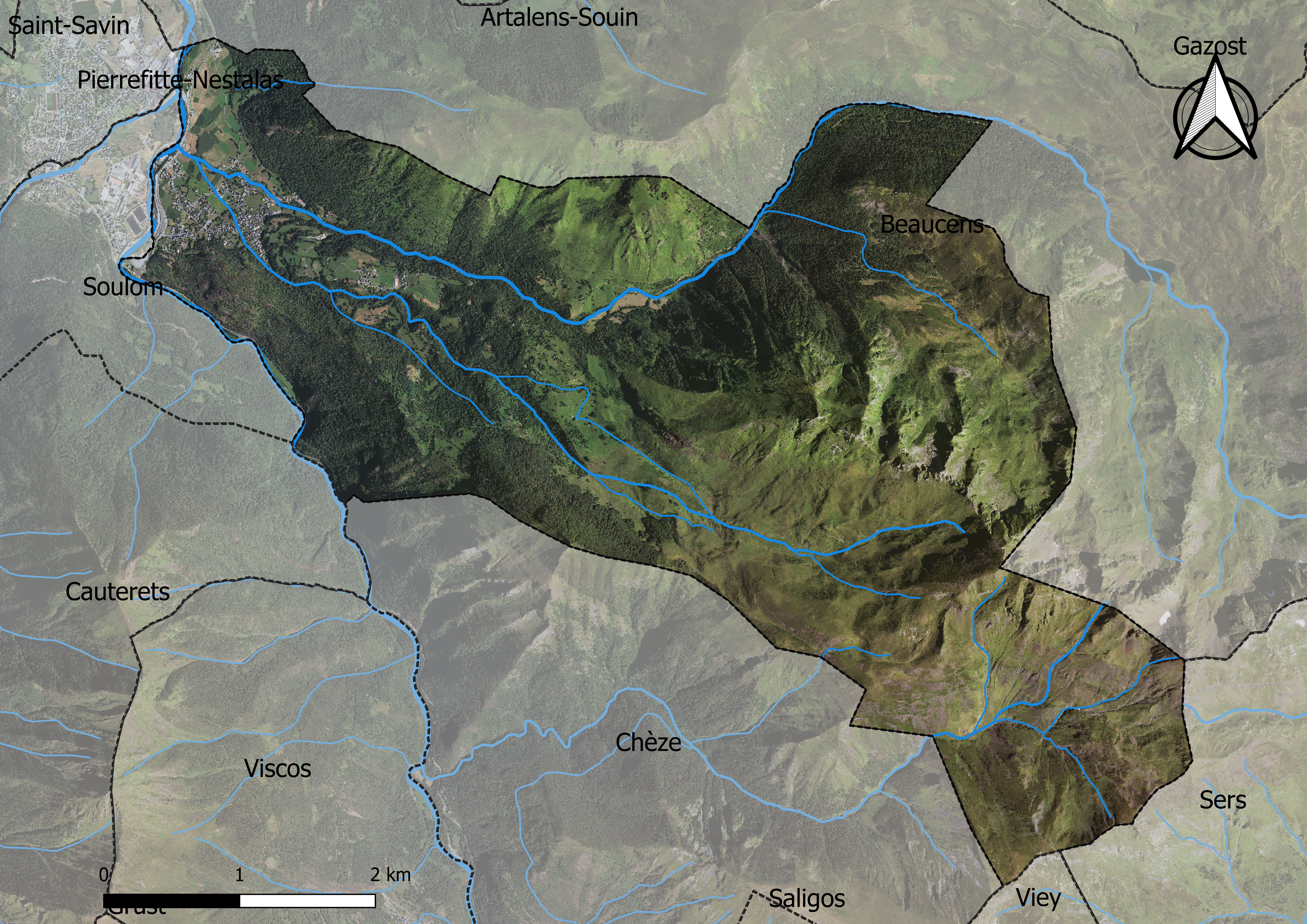
Carte orthophotogrammétrique de la commune.

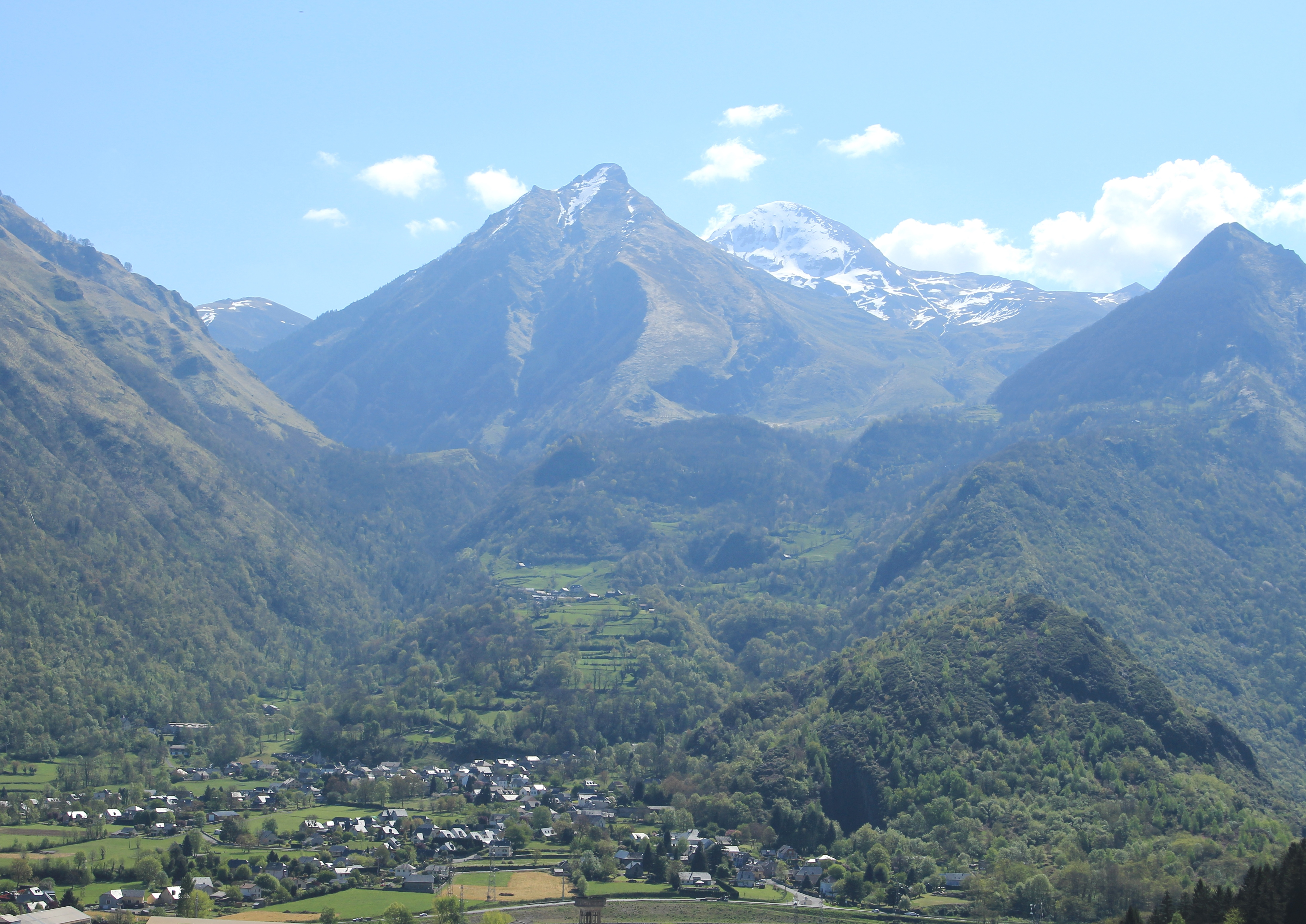
Vue du village.
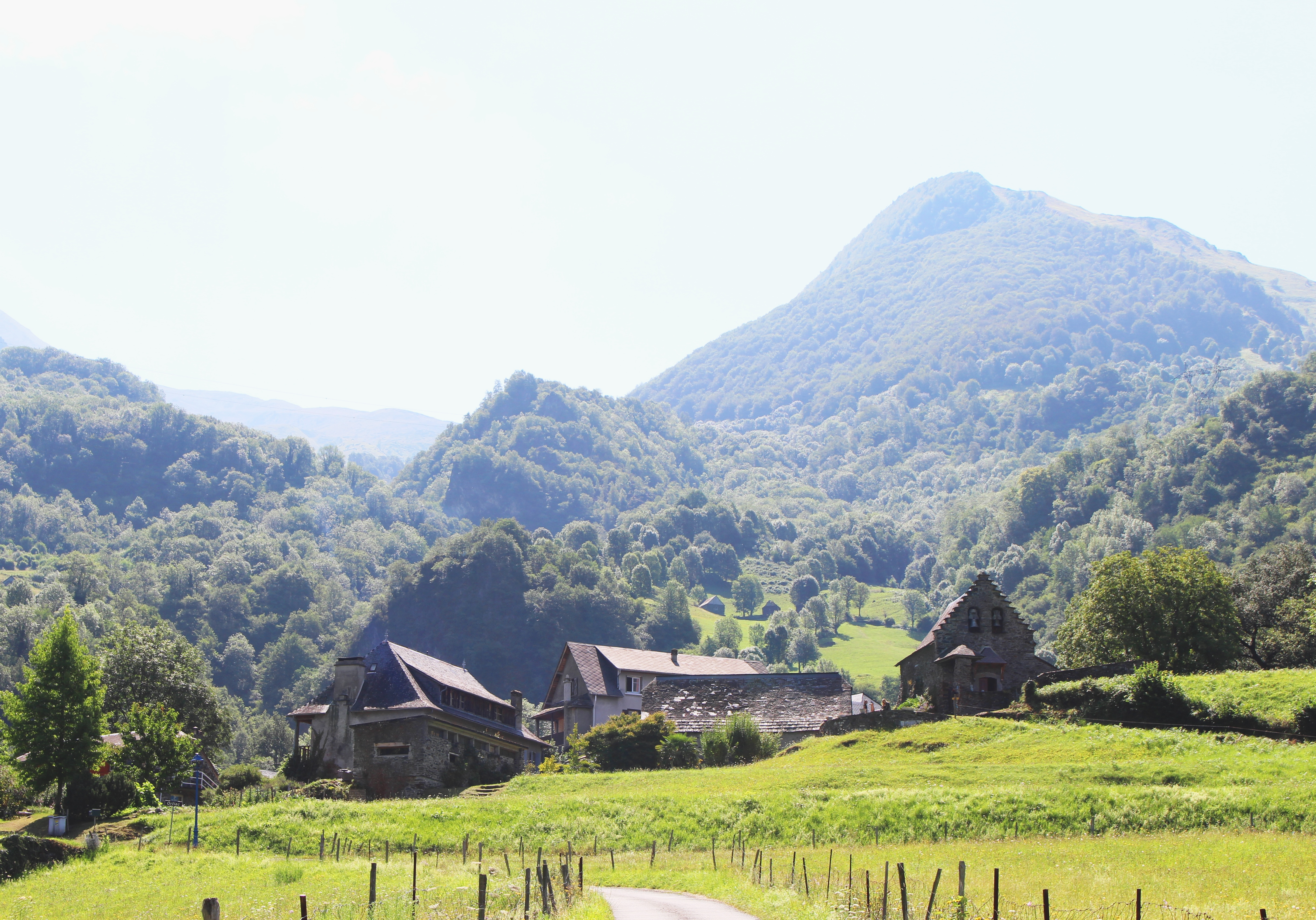
Vue d'Ortiac.

### Logement
En 2012, le nombre total de logements dans la commune est de 294.

Parmi ces logements, 60,2 % sont des résidences principales, 35,5 % des résidences secondaires et 4,2 % des logements vacants.

### Risques naturels et technologiques

Sélection de vues de plaques de rues du village.
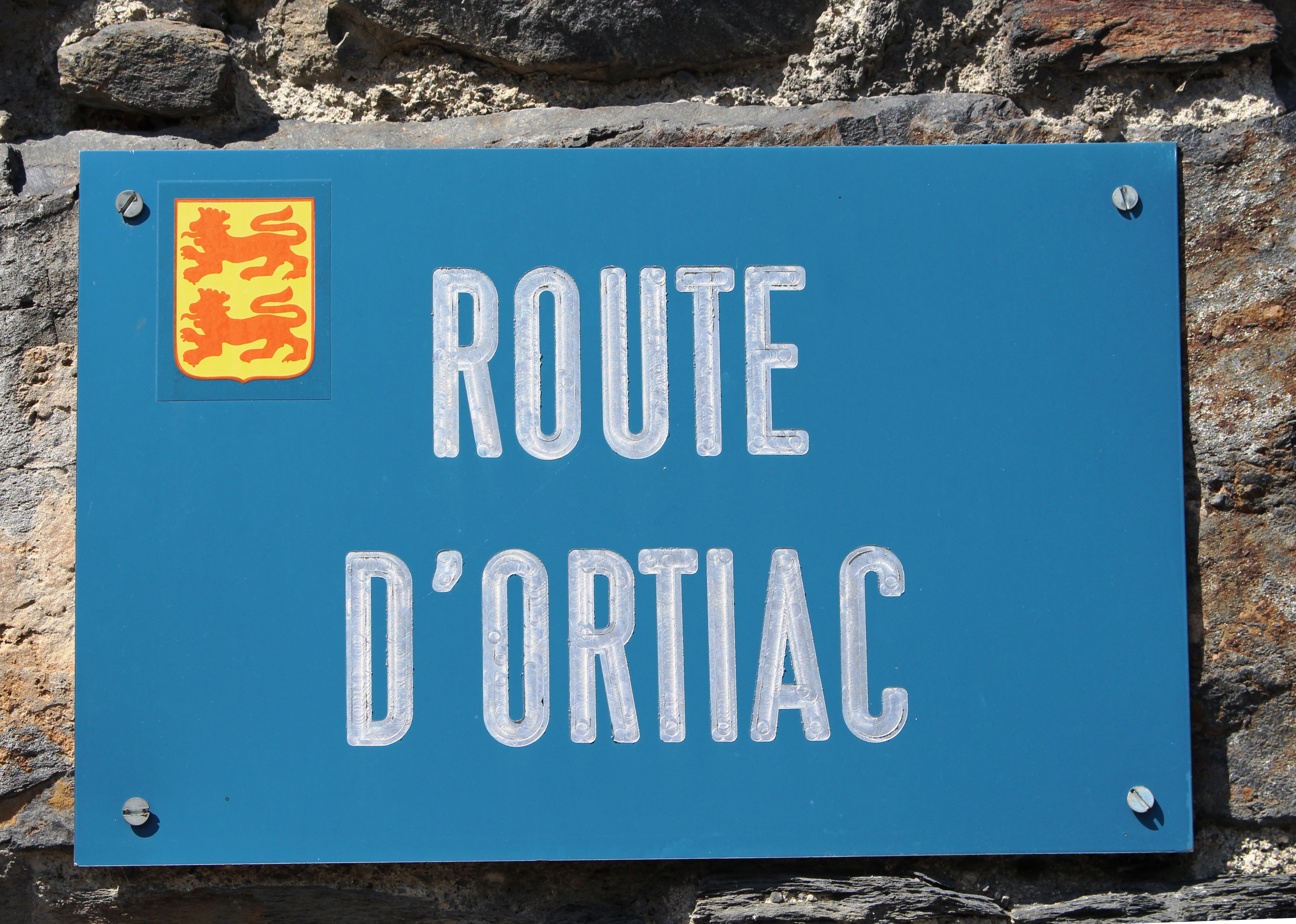
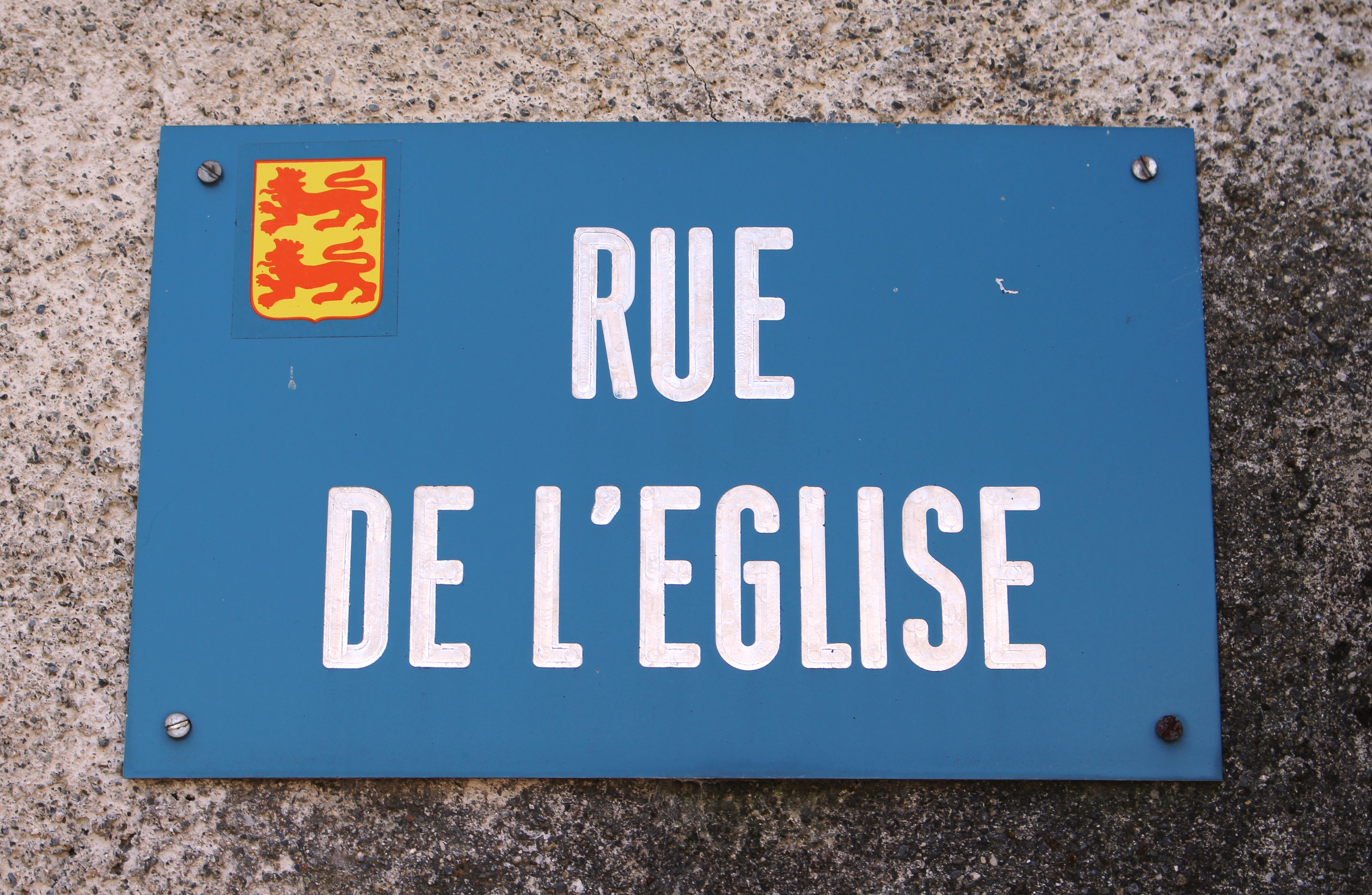

### Voies de communication et transports
Cette commune est desservie par la route départementale D 913.

## Toponymie

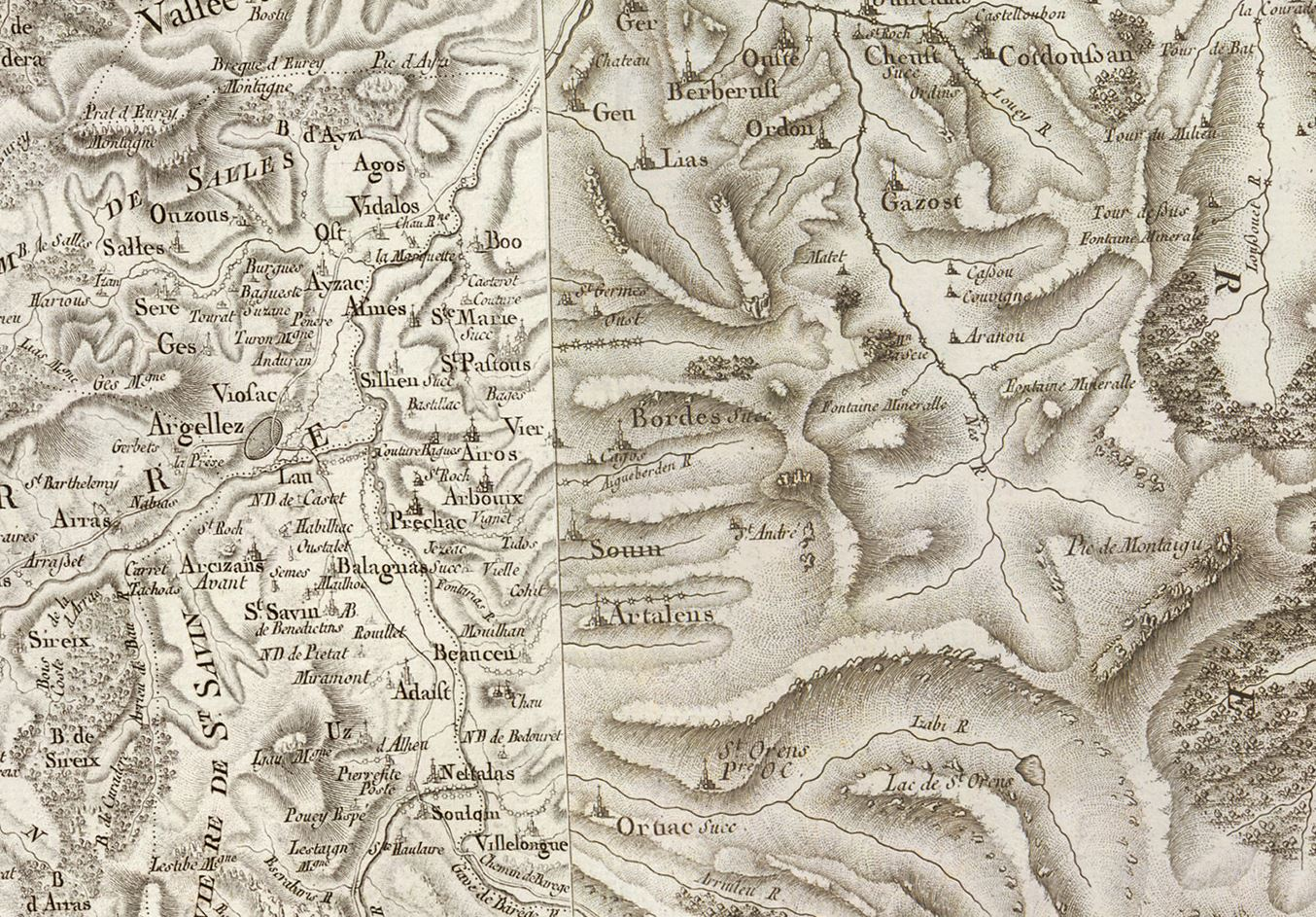
Extrait de la carte de Cassini (entre 1756 et 1789) situant Villelongue au sud d'Argelès-Gazost.

On trouvera les principales informations dans le Dictionnaire toponymique des communes des Hautes-Pyrénées de Michel Grosclaude et Jean-François Le Nail qui rapporte les dénominations historiques du village :
Dénominations historiques :
- in Villa Longa, latin (1168, bulle d'Alexandre III ; 1300, enquête Bigorre ; 1313, Debita regi de Navarre ; etc.) ;
- Biele Lonque (1284, procès Bigorre ; 1285, montre Bigorre) ;
- Bilalonga (1349, livre vert de  Bénac) ;
- Biela Longue, Biela Lonque (1429, censier de Bigorre) ;
- Villelongue (fin XVIIIe siècle, carte de Cassini).

Étymologie : latin villa (village) et longa (longue).
Nom occitan : Vilalònca.

## Histoire
Lalanne (commune en 1790), Ortiac (commune en 1790) et Saint-Orens (qui n'apparaît en tant que commune que dans la première répartition) sont rattachées à Villelongue entre 1791 et 1801.

### Cadastre napoléonien de Villelongue
Le plan cadastral napoléonien de Villelongue est consultable sur le site des archives départementales des Hautes-Pyrénées.

## Politique et administration

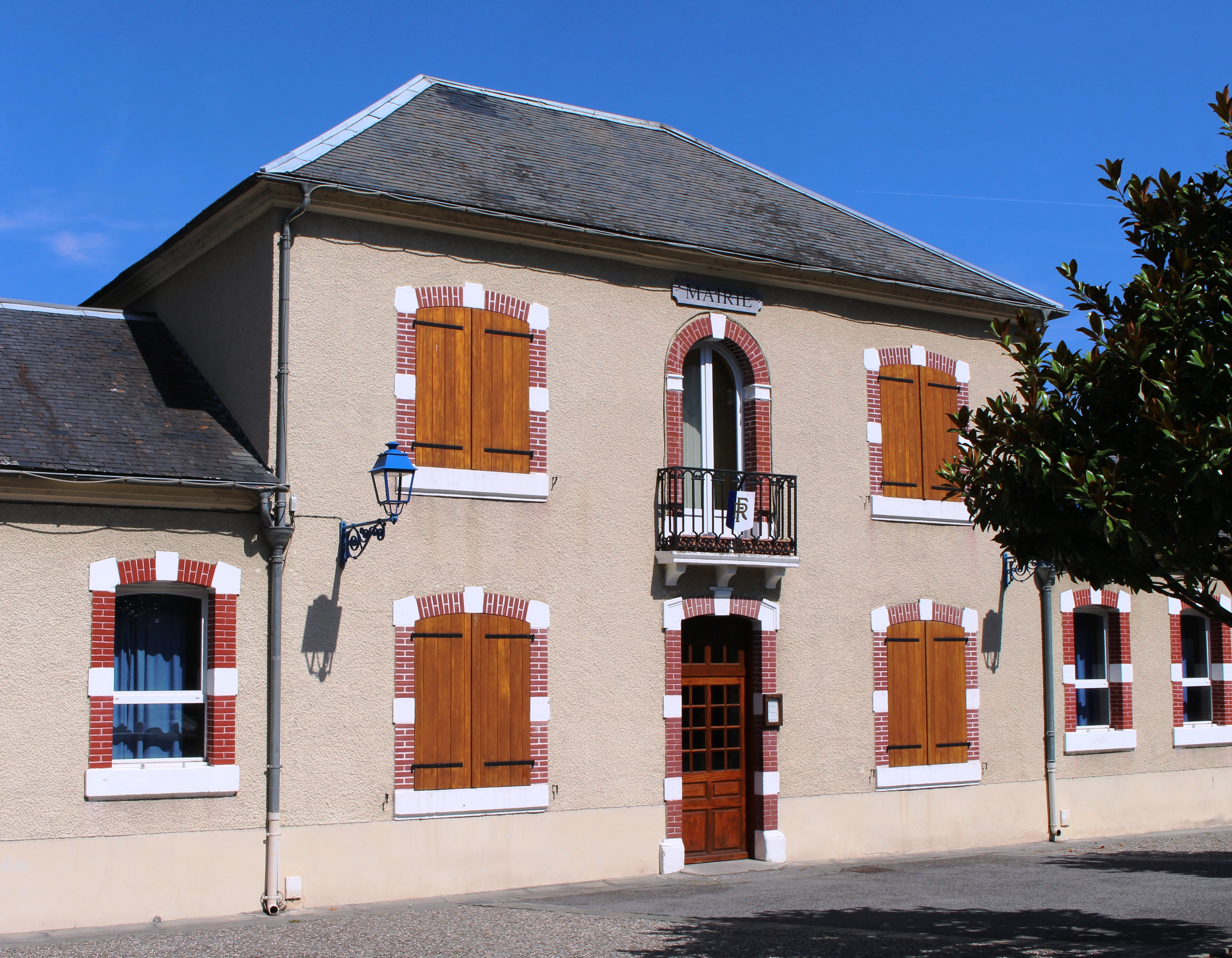
La mairie en 2017.

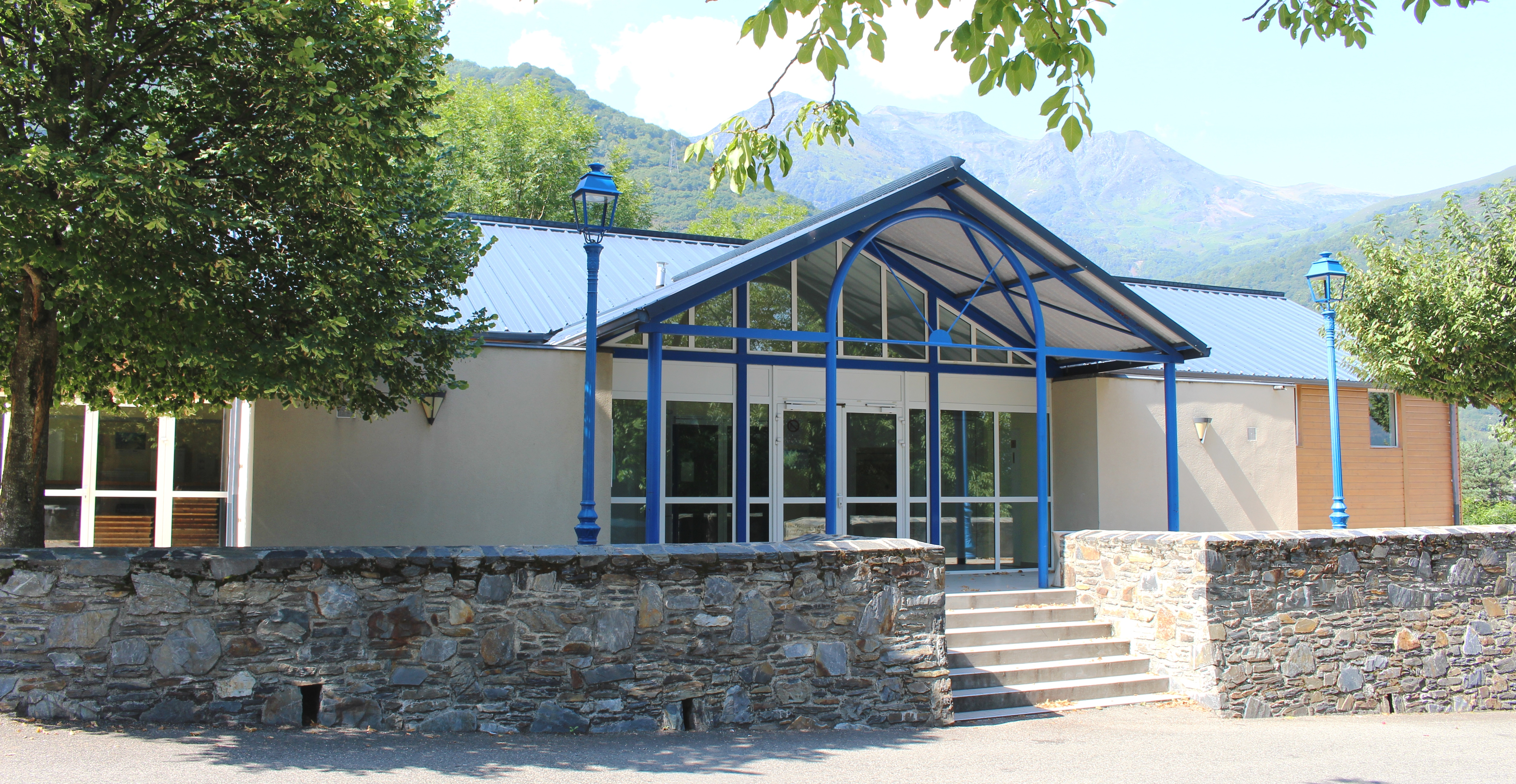
La salle des fêtes.

### Liste des maires
| Période                                  | Période   | Identité           | Étiquette | Qualité |
| ---------------------------------------- | --------- | ------------------ | --------- | ------- |
| Les données manquantes sont à compléter. |           |                    |           |         |
| 1945                                     | 1959      | Jean-Marie Gassiot |           |         |
| 1959                                     | mars 1977 | Jean Gabin         |           |         |
| mars 1977                                | mars 1989 | Henri Azens        |           |         |
| mars 1989                                | mars 2008 | François Soubirous |           |         |
| mars 2008                                | mars 2014 | Jean-Paul Boudet   |           |         |
| mars 2014                                | En cours  | Pierre Tramont     |           |         |

### Rattachements administratifs et électoraux

#### Historique administratif
Pays et sénéchaussée de Bigorre, Lavedan, Arribèra de Davantaygue, canton de Davantaygue (1790), Argelès  (depuis 1801). Lalanne (commune dans la seconde répartition de 1790), Ortiac (commune en 1790) et Saint-Orens (qui n'apparaît en tant que commune que dans la première répartition) sont rattachées à Villelongue entre 1791 et 1801.

#### Intercommunalité
Villelongue appartient à la communauté de communes Pyrénées Vallées des Gaves créée en janvier 2017 et qui réunit 46 communes.

## Population et société

### Démographie

#### Évolution démographique
| 1793 | 1800 | 1806 | 1821 | 1831 | 1836 | 1841 | 1846 | 1851 |
| ---- | ---- | ---- | ---- | ---- | ---- | ---- | ---- | ---- |
| 570  | 574  | 534  | 637  | 601  | 615  | 600  | 658  | 639  |

| 1856 | 1861 | 1866 | 1872 | 1876 | 1881 | 1886 | 1891 | 1896 |
| ---- | ---- | ---- | ---- | ---- | ---- | ---- | ---- | ---- |
| 619  | 619  | 638  | 649  | 596  | 565  | 529  | 550  | 538  |

| 1901 | 1906 | 1911 | 1921 | 1926 | 1931 | 1936 | 1946 | 1954 |
| ---- | ---- | ---- | ---- | ---- | ---- | ---- | ---- | ---- |
| 635  | 529  | 672  | 502  | 463  | 428  | 442  | 431  | 463  |

| 1962 | 1968 | 1975 | 1982 | 1990 | 1999 | 2006 | 2011 | 2016 |
| ---- | ---- | ---- | ---- | ---- | ---- | ---- | ---- | ---- |
| 467  | 404  | 362  | 321  | 313  | 291  | 320  | 384  | 397  |

| 2021 | 2022 | - | - | - | - | - | - | - |
| ---- | ---- | - | - | - | - | - | - | - |
| 368  | 353  | - | - | - | - | - | - | - |

### Enseignement

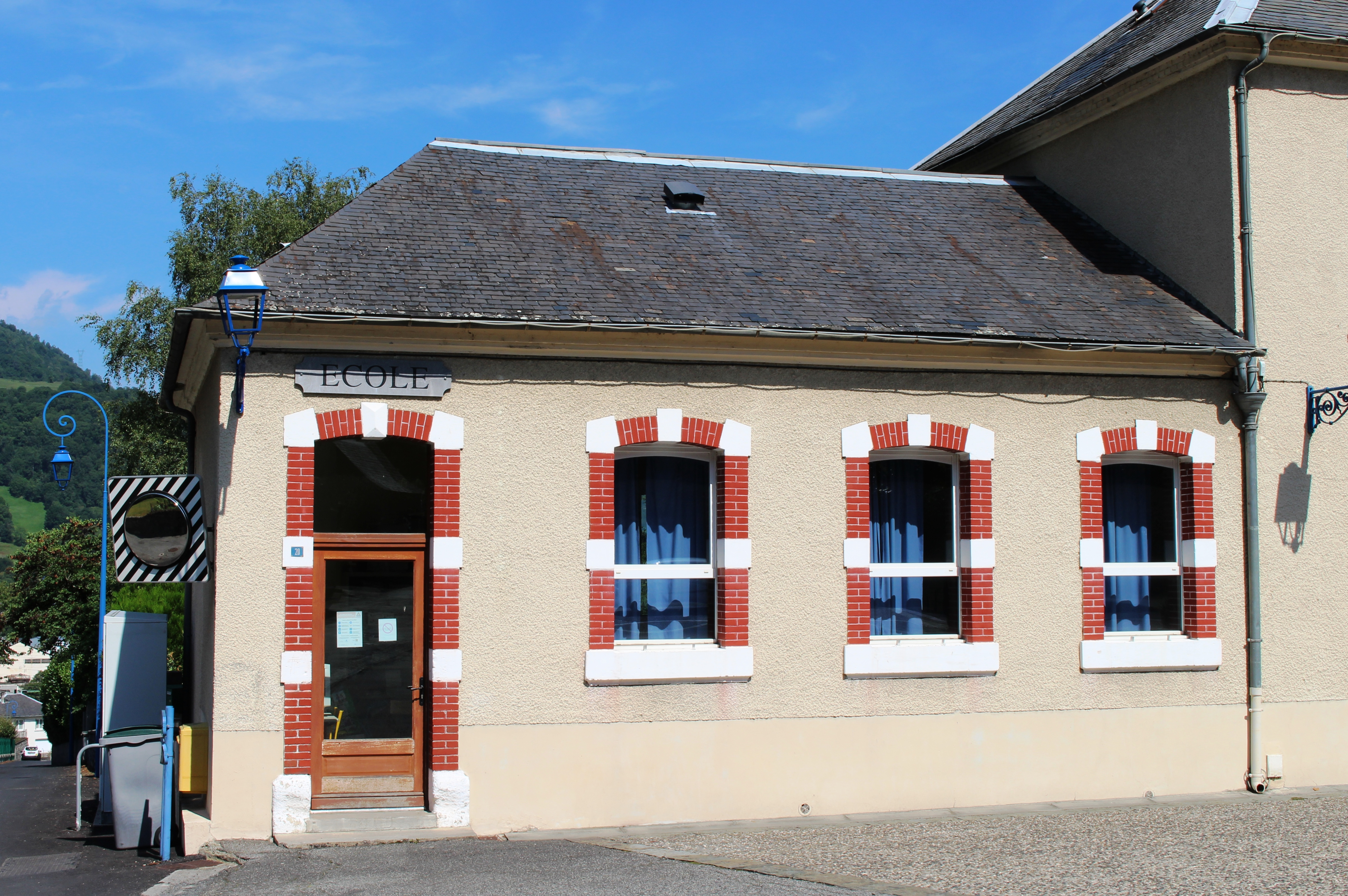
L'école élémentaire en 2017.

La commune dépend de l'académie de Toulouse. Elle dispose d’une école en 2017.

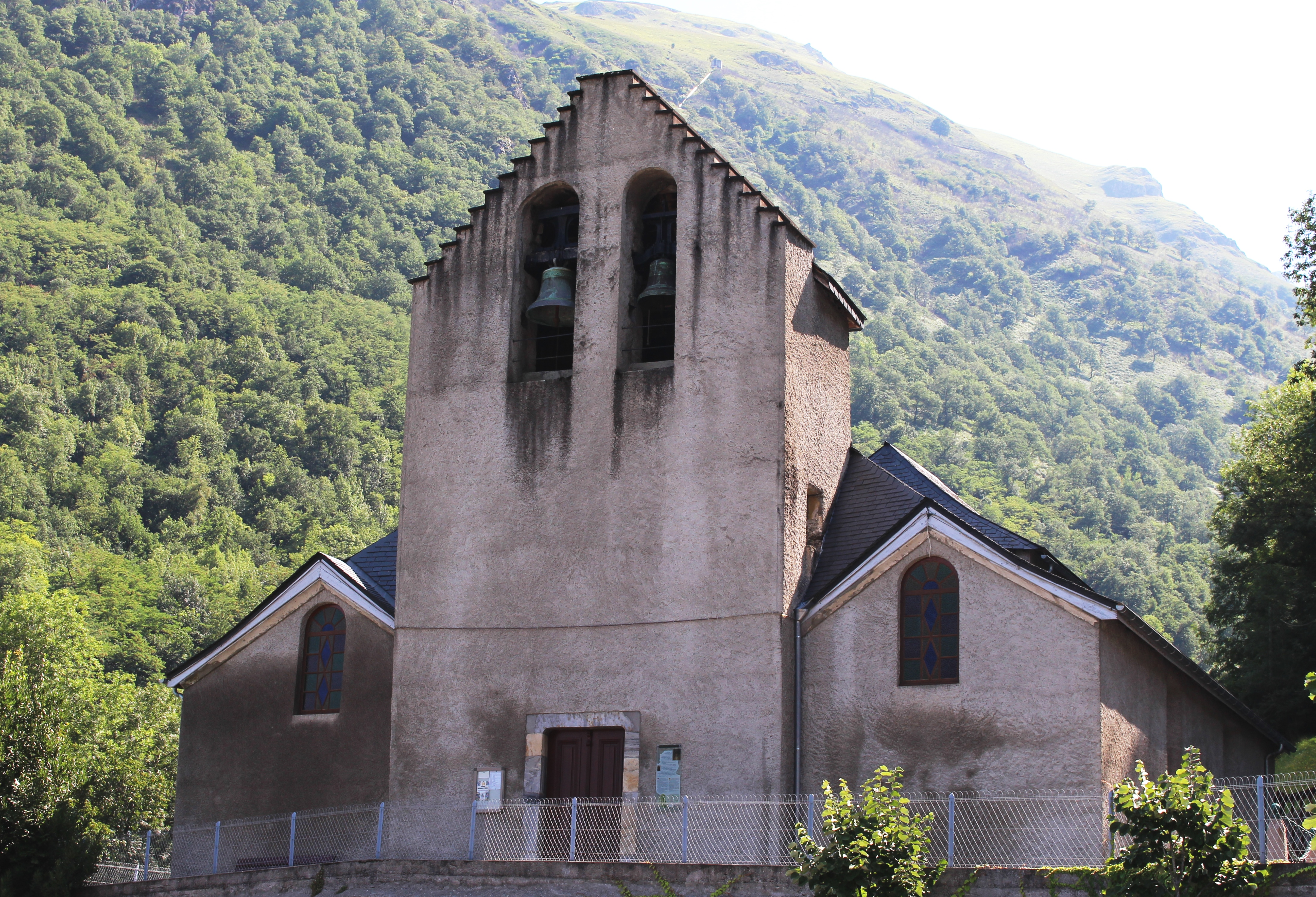
L'église Saint-Martin en 2017.

- École élémentaire.

## Économie

### Revenus
En 2018, la commune compte 178 ménages fiscaux, regroupant 387 personnes. La médiane du revenu disponible par unité de consommation est de 21 740 € (20 420 € dans le département).

### Emploi
|                | 2008  | 2013  | 2018  |
| -------------- | ----- | ----- | ----- |
| Commune        | 5,6 % | 5,4 % | 7 %   |
| Département    | 7,7 % | 9,4 % | 9,8 % |
| France entière | 8,3 % | 10 %  | 10 %  |

En 2018, la population âgée de 15 à 64 ans s'élève à 244 personnes, parmi lesquelles on compte 76,5 % d'actifs (69,5 % ayant un emploi et 7 % de chômeurs) et 23,5 % d'inactifs,. Depuis 2008, le taux de chômage communal (au sens du recensement) des 15-64 ans est inférieur à celui de la France et du département.
La commune est hors attraction des villes,. Elle compte 34 emplois en 2018, contre 41 en 2013 et 23 en 2008. Le nombre d'actifs ayant un emploi résidant dans la commune est de 170, soit un indicateur de concentration d'emploi de 19,9 % et un taux d'activité parmi les 15 ans ou plus de 54,1 %.
Sur ces 170 actifs de 15 ans ou plus ayant un emploi, 18 travaillent dans la commune, soit 11 % des habitants. Pour se rendre au travail, 93,5 % des habitants utilisent un véhicule personnel ou de fonction à quatre roues, 0,6 % les transports en commun, 2,4 % s'y rendent en deux-roues, à vélo ou à pied et 3,5 % n'ont pas besoin de transport (travail au domicile).

## Culture locale et patrimoine

### Lieux et monuments

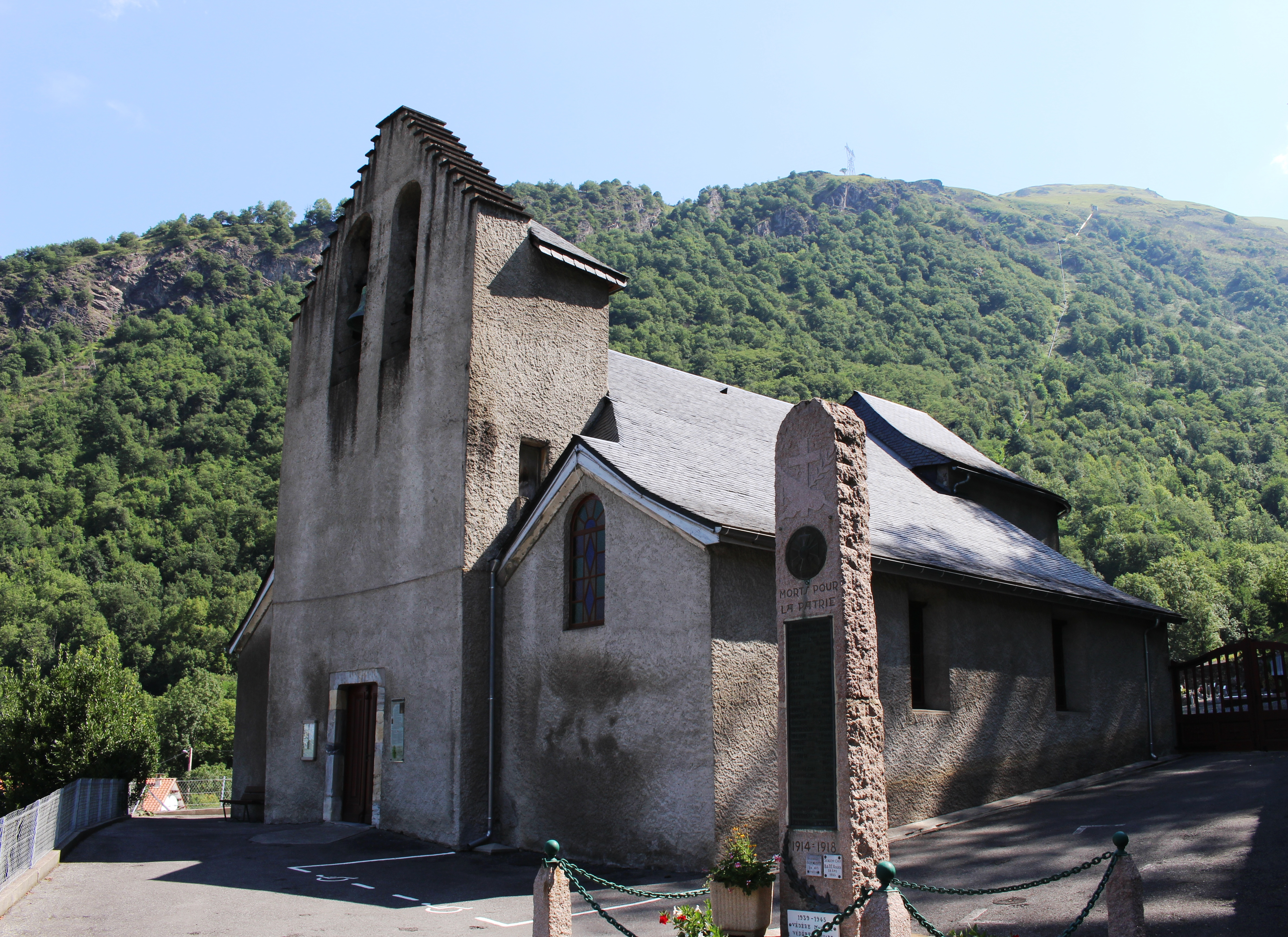
L'église Saint-Martin en 2017.

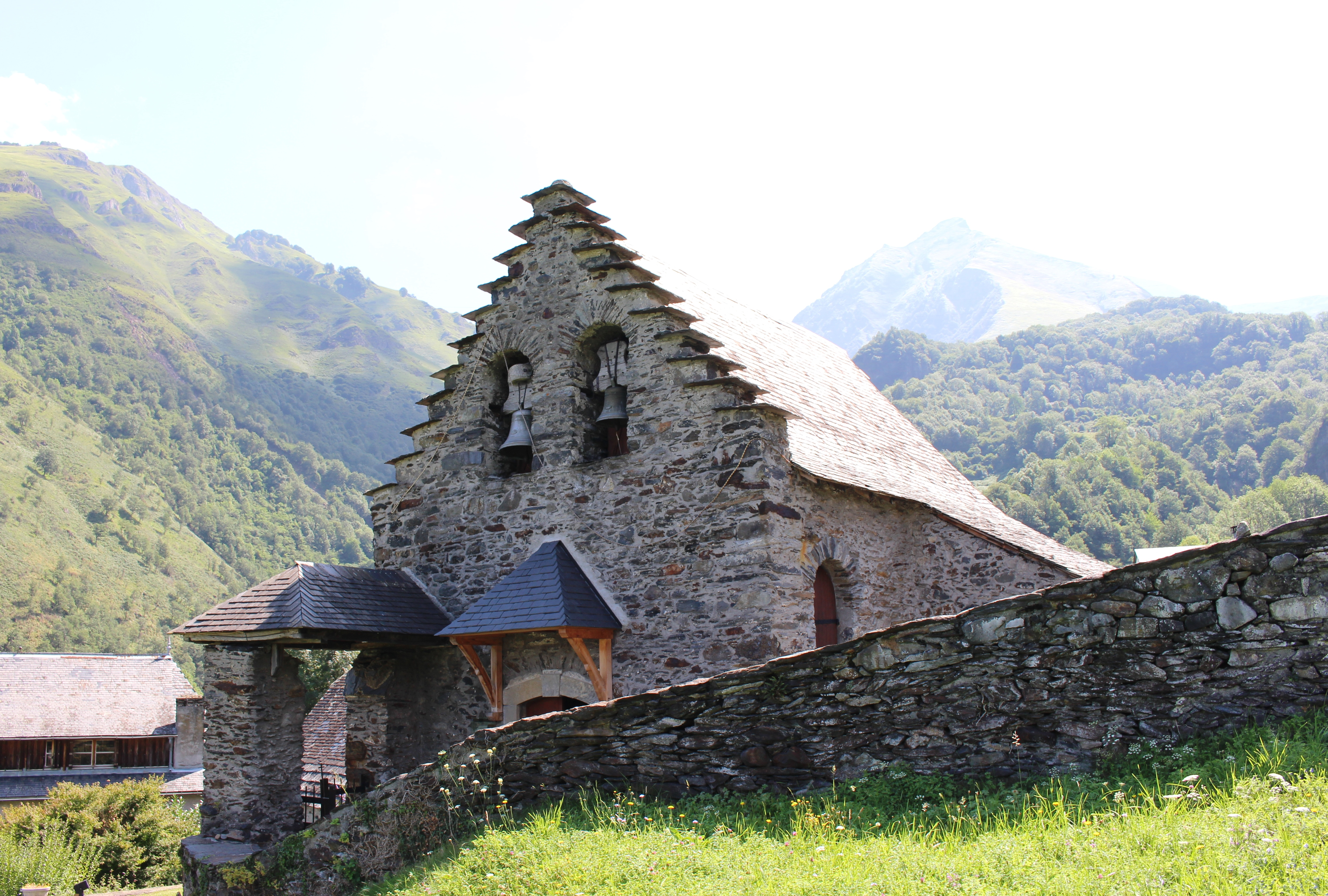
La chapelle Sainte-Catherine en 2017.

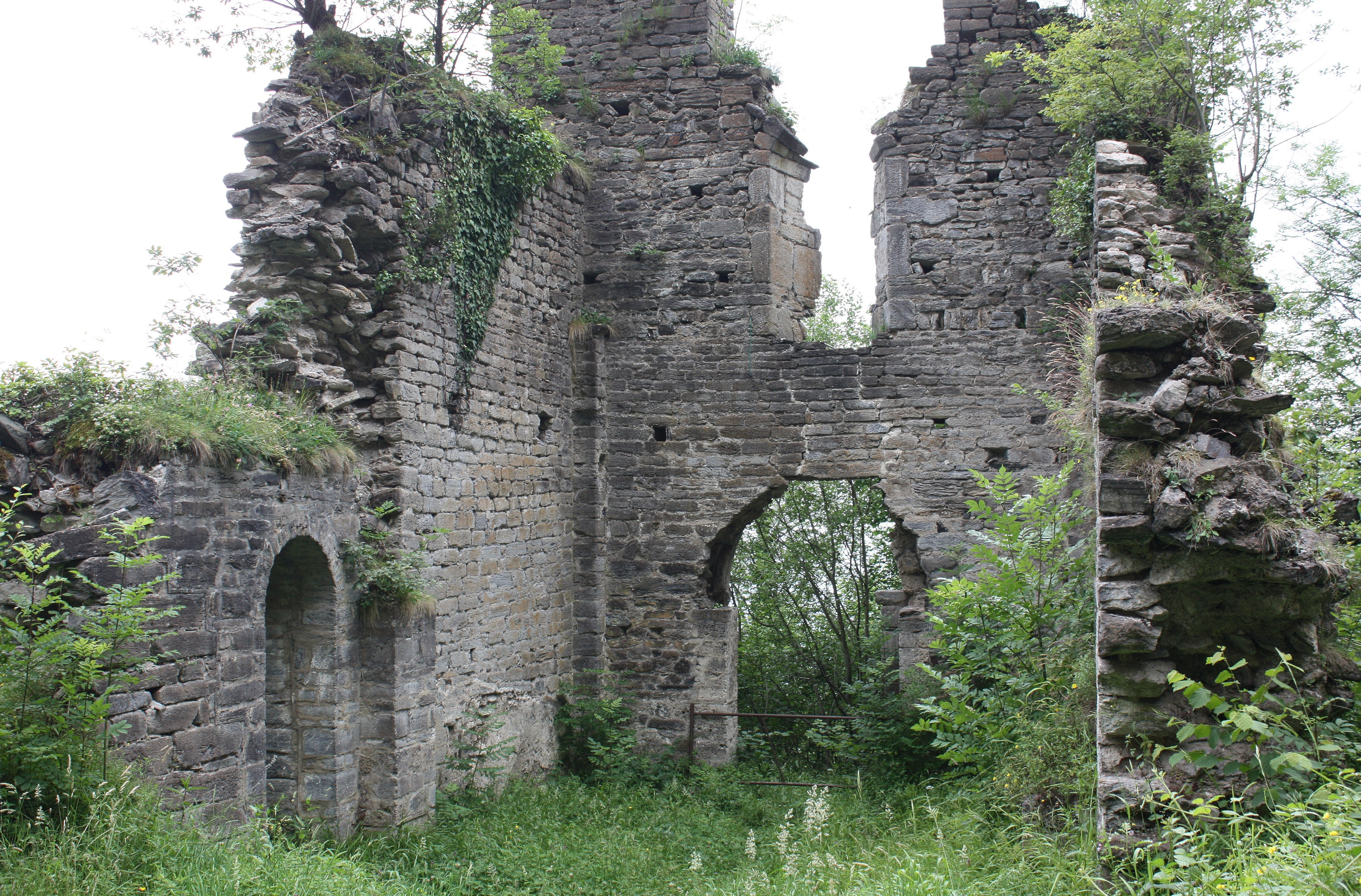
Le prieuré de Saint-Orens.

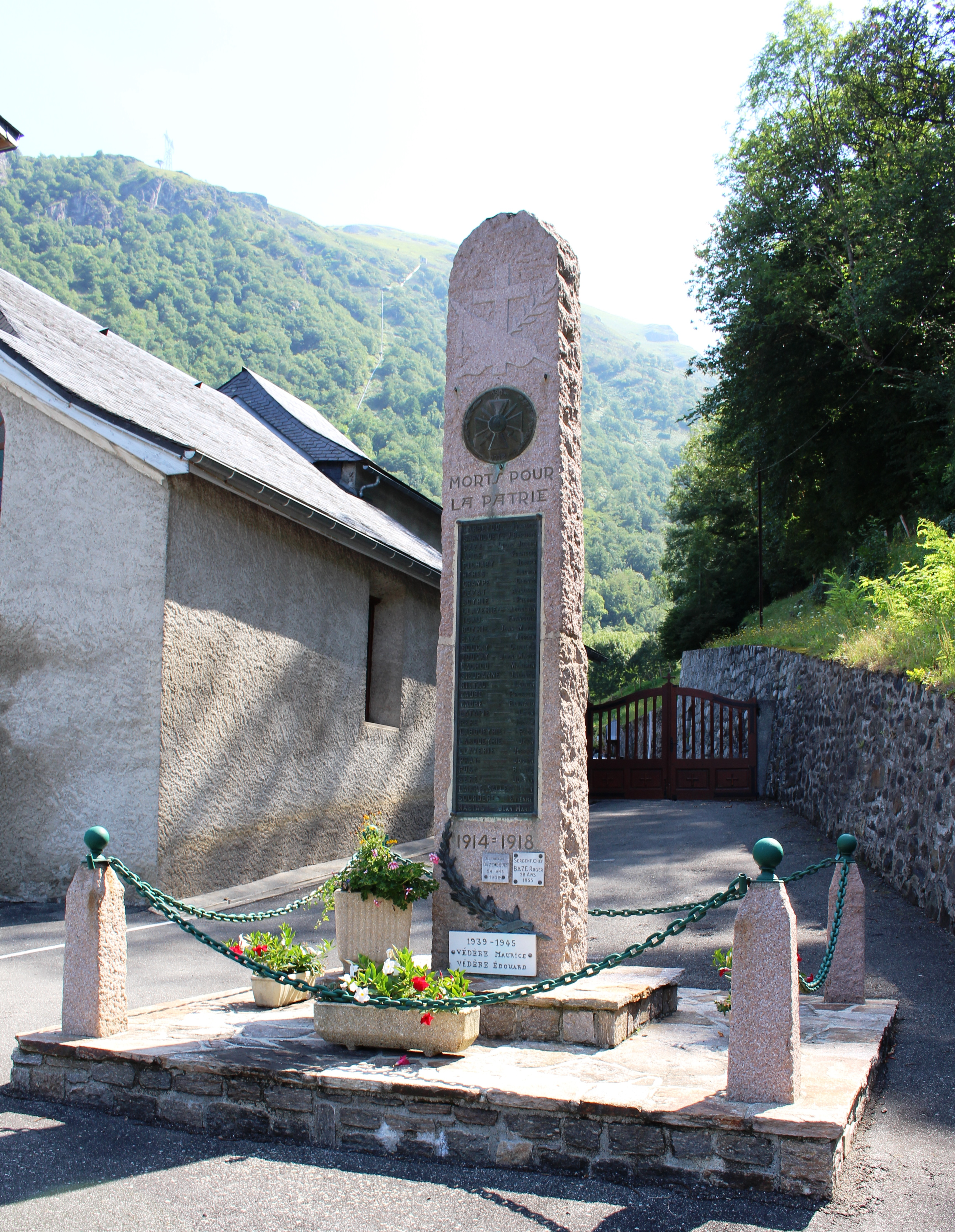
Le monument aux morts municipal.

La commune compte quelques monuments assez remarquables :
- Église Saint-Martin de Villelongue du XIIIe siècle ;
- Chapelle Sainte-Catherine du hameau d'Ortiac du XVIIe siècle ;
- ainsi que de nombreux moulins, pittoresques et typiques du patrimoine local, qui fleurissent au long du ruisseau d'Isaby ;
- Saint-Orens aurait  établi son ermitage dans le Lavedan à Villelongue[47]. Le prieuré de Saint-Orens en Lavedan est un lieu chargé d'histoire, de légendes et de mystère.

### Personnalités liées à la commune
- Orens d'Auch.
- Hugues de Labatut, évêque de Comminges de 1640 à 1644, y est né.
- René Riesel.

### Héraldique
| Blason | Blasonnement : D'argent au serpent ailé de sable ondoyant en pal, au chef abaissé d'azur chargé d'une bande aussi d'argent surchargée de cinq billettes aussi de sable posées en bande et accostée, en chef, d'une lettre I capitale d'or et, en pointe, d'une lettre M capitale du même. Commentaires : blason officiel. |